# The Wave (1981)
The Wave is een Amerikaanse dramafilm uit 1981. De film is gebaseerd op een waargebeurd verhaal dat eerder gepubliceerd was onder de naam De Derde Golf. Een Amerikaanse geschiedenisleraar begint een project om duidelijk te maken hoe het kan dat heel Duitsland achter Hitler aanliep in de aanloop naar de Tweede Wereldoorlog. De film vertelt het verhaal van de gebeurtenissen in april 1967, op een school in Palo Alto (Californië).

## Verhaal
De Amerikaanse geschiedenisleraar Ben Ross is in 1967 werkzaam op de Cubberly High School in Palo Alto. Tijdens de lessen over de Tweede Wereldoorlog vraagt een student hem hoe het kan dat het Duitse volk zo vol overgave achter Hitler aan kon lopen. Ross moet het antwoord schuldig blijven. Hij begint daarom met een project genaamd The Wave. Doel is een goede werkhouding en gemeenschapsgevoel binnen de groep.
Het project is een groot succes, al snel is de hele school onder invloed van 'The Wave'. Na een paar weken wordt de sfeer grimmiger. De groep heeft een mysterieuze leider, niet bekend aan de leden van 'The Wave'. Het duurt niet lang voordat de beweging zelf, en niet de gestelde doelen het doel van 'The Wave' worden. Tegenstanders van 'The Wave' worden geïntimideerd, bedreigd en zelfs gemolesteerd. Kluisjes van tegenstanders worden beklad met woorden als ENEMY.
Ross raakt de controle over de groep kwijt en besluit dat er een einde aan gemaakt moet worden. Hij roept daarom de groep bijeen in de sporthal van de school. De leden hebben ondertussen allemaal een soort uniform, een lichtblauwe blouse met een armband met het logo van "The Wave", een cirkel met twee blauwe golven. Er zijn ook jongens die de beveiliging op zich hebben genomen (vergelijkbaar met Hitlers Sturmabteilung).
Op de bijeenkomst laat Ross voor het eerst een film van de leider zien. Het is een toespraak van Hitler. Vele studenten barsten in tranen uit. Ross legt uit dat de wil van de groep nooit individuele rechten kan en mag aantasten. Hij vertelt dat het experiment het antwoord is op de vraag hoe het kan dat mensen zo vol overgave meededen en meewerkten aan het Derde Rijk van Hitler.

## Citaat
"It was like I was the second Hitler" - Ron Jones

## Prijzen
- 1982: Emmy, Outstanding Children's Program
- 1981: Peabody Award
- 1982: Young Artist Award, Best Television Special

## Remake
In 2008 werd The Wave opnieuw verfilmd, ditmaal door de Duitse regisseur Dennis Gansel, als Die Welle. In deze verfilming is het verhaal verplaatst naar een Duitse school en naar een nieuwere tijd. Hoewel Die Welle gebaseerd is op het originele verhaal van Ron Jones en op de film uit 1981 verschillen de verfilmingen substantieel. Zo is het einde van het verhaal in Die Welle verder gedramatiseerd. Die Welle ging op 13 maart 2008 in première en verscheen op 9 oktober 2008 op dvd.